# رومئوی بی‌پروا

اَگنس نیلسون (راست)، راسکو آرباکل (وسط) و کورین پارکِـی در صحنه‌ای از فیلم (۱۹۱۷)

رومئوی بی‌پروا (انگلیسی: A Reckless Romeo) یک فیلم کوتاه کمدی به کارگردانی و بازیگری راسکو آرباکل است که در سال ۱۹۱۷ منتشر شد. تا مدت‌ها تصور بر آن بود که این اثر یک فیلم گمشده است؛ اما در سال ۱۹۹۸ نسخه‌ای از این فیلم در مؤسسه فیلم نروژ به همراه فیلم گمشدهٔ دیگری به نام آشپز در درون یک قوطیِ فیلم بی‌نام و نشان پیدا شد. در بایگانی موزه جرج ایستمن پوزیتیو ۳۵ میلی‌متری این فیلم موجود است.

## گزیدهٔ بازیگران
- راسکو آرباکل
- اَل سنت جان
- آلیس لیک
- جو بوردو
- کورین پارکِـی
- اَگنس نیلسون